# …And Justice for All (Lied)
…And Justice for All (englisch für „…und Gerechtigkeit für alle“) ist ein Lied der US-amerikanischen Metal-Band Metallica. Es wurde 1989 als Promo-Single aus ihrem gleichnamigen Album veröffentlicht. Der Songtitel besteht aus den letzten vier Worten des Pledge of Allegiance, des Treueschwurs der USA.

## Entstehung
Nach Aussage von Lars Ulrich wurde das Lied um einen von ihm gespielten Schlagzeugtakt aufgebaut, „diesen komischen Drumbeat“ „den ich mir eines Tages im Proberaum ausgedacht habe.“
Als Inspirationsquelle für den Text wurde auch auf den Film …und Gerechtigkeit für alle mit Al Pacino aus dem Jahr 1979 hingewiesen.

## Musikstil
…And Justice for All ist ein technisch ausgefeiltes, Break-haltiges Thrash-Metal-Lied in e-Moll, das aus vielen verschiedenen Teilen besteht und mit Tempowechseln arbeitet. Das Riffing wurde als „verblüffend und ungewöhnlich“ bezeichnet, die „bemerkenswerte Verwendung von variierten instrumentalen Texturen und Ebenen“ herausgestellt. Der Song beginnt mit einem recht langsamen, zum Teil mit unverzerrten Gitarren gespielten Intro, das in einem Tempo von 96 BPM gehalten ist. Anschließend folgt ein Tempowechsel mit einem verzerrten, abwärtsführenden Break-Teil in einem Tempo von etwa 160 BPM, danach beginnt der Hauptteil des Intros mit dem Grundriff mit 168 BPM. Das Lied hat drei Strophen, nach jeder folgt vor dem jeweiligen Refrain ein Vorrefrain. Nach dem zweiten Refrain folgt jedoch erneut der einleitende Break-Teil und ein Zwischenspiel mit Gitarrensolo, auch der langsamere Introteil wird wiederholt, bevor die dritte Strophe folgt. Nach dem letzten Refrain folgt ein von zweistimmigen Gitarrenläufen dominierter Outro-Teil. Im Lied wird des Öfteren ein 6/4-Takt verwendet.

## Inhalt
Der Liedtext wurde zum Teil auf soziale Ungerechtigkeit im Allgemeinen – „einer Regierung, die mehr am eigenen Machterhalt interessiert ist, als daran, die Lebensbedingungen der Bevölkerung zu verbessern“ – bezogen, von der Band aber auf die Justiz im Speziellen.

„Es geht um das Rechtssystem in den USA, bei dem es so scheint, als wäre niemand daran interessiert, die Wahrheit herauszufinden. Das wird immer mehr zu einer Ein-Anwalt-gegen-einen-anderen-Typen-Situation, bei welcher der beste (soll heißen: teuerste) Anwalt die Gerechtigkeit so verdrehen kann, wie es ihm in den Kram passt.“

So wird im Text des Refrains die Justitia, die in der Strophe auch explizit als „Lady Justice“ genannt wird, als vergewaltigt dargestellt:
Justice is lost

Justice is raped,

Justice is gone.

## Hintergrund
…And Justice for All ist das sechstlängste Lied in der Bandgeschichte von Metallica und das zweitlängste nach To Live Is to Die (9:49) auf dem gleichnamigen Album. Länger sind ansonsten nur The Outlaw Torn von Load (9:48), Suicide & Redemption von Death Magnetic (9:57), Inamorata von 72 Seasons (11:10), sowie Mercyful Fate, ein Cover-Medley von Liedern der gleichnamigen Band auf Garage Inc. mit 11:12 Minuten. Im Rahmen der Neuveröffentlichung des Albums ...And Justice for All im Jahr 2018 („Remastered Deluxe Box Set“) wurde die um etwa 4 Minuten kürzere Radio-Edit-Version des Songs als Bonus mitveröffentlicht.

## Live-Aufführung
Das Lied wurde wegen seiner Komplexität zunächst nicht besonders oft live gespielt. Auf der Damaged-Justice-Tour für das Album …And Justice for All war dies jedoch der Fall. Allerdings wurde und wird das Intro des Stücks als Aufzeichnung wiedergegeben, da dafür mindestens drei Gitarren erforderlich sind. Später wurde das Lied oft angespielt, aber nicht komplett dargeboten. Auf der Sick-of-the-Studio-Tour im Juni 2007 spielte die Band das Stück in Lissabon erstmals seit langem wieder komplett live. 2007, 2008 und 2009 wurde das Stück mehrfach live gespielt, unter anderem auch 2008 bei Rock am Ring. Es ist auch auf der DVD Orgullo, Pasión y Gloria, einer Live-Aufnahme aus Mexiko-Stadt, enthalten.

## Weiterverwendung
Das Lied erschien auch im Videospiel Rock Band in einem Metallica-Dreierpaket.

## Titelliste
1. …And Justice for All (Edit) – 5:58
2. …And Justice for All (Album-Version) – 9:46

## Auszeichnungen für Musikverkäufe
| Land/Region               | Auszeichnungen für Musikverkäufe (Land/Region, Auszeichnung, Verkäufe) | Verkäufe |
| ------------------------- | ---------------------------------------------------------------------- | -------- |
| Vereinigte Staaten (RIAA) | Gold                                                                   | 500.000  |
| Insgesamt                 | 1× Gold ·                                                              | 500.000  |

Hauptartikel: Metallica/Auszeichnungen für Musikverkäufe